# Chacabuco (departement van San Luis)
Chacabuco (San Luis) is een departement in de Argentijnse provincie San Luis. Het departement (Spaans:  departamento) heeft een oppervlakte van 2.651 km² en telt 18.410 inwoners.

## Plaatsen in departement Chacabuco

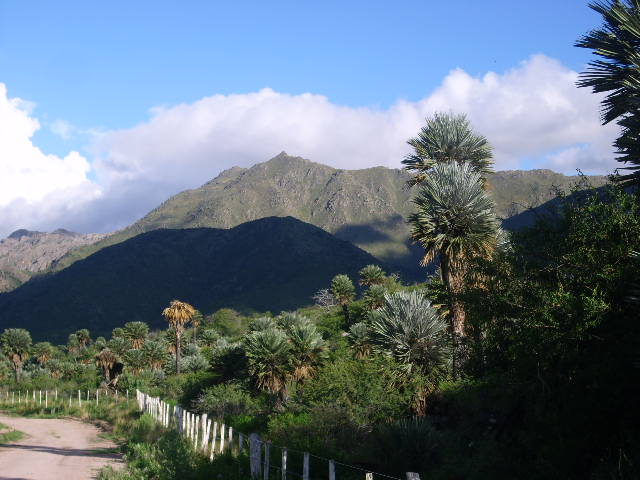
Papagayos.

- Concarán
- Cortaderas
- Naschel
- Papagayos
- Renca
- San Pablo
- Tilisarao
- Villa del Carmen
- Villa Larca